# アフターマス
『アフターマス』（Aftermath）は、1966年に発売されたローリング・ストーンズのスタジオ・アルバム。イギリスでは4作目、アメリカでは6作目となる。全英1位、全米2位を記録。プロデューサーはアンドリュー・ルーグ・オールダム、レコーディングエンジニアはデイヴ・ハッセンジャー。

## 解説
本作はジャガー/リチャーズによる自作曲のみで構成された、ストーンズの重要な転換点となった作品である。前作『アウト・オブ・アワ・ヘッズ』までの自分達の音楽的起源であるロックンロールやR&Bに倣った作風から、一段階前に進んだ実験性に富んだ作品となった。前作から担当楽器を増やしたブライアン・ジョーンズだが、本作ではビートルズの「ノルウェーの森」でジョージ・ハリスンが演奏したシタールを導入、さらにダルシマーやマリンバ、「テイク・イット・オア・リーヴ・イット」では日本の琴まで使用するなど、従来のロックとは無縁だった楽器を多く導入した。そのため、キース・リチャーズにかかるギターの比重がさらに重くなり、本作からミック・テイラーを加入させた『レット・イット・ブリード』（1969年）までのストーンズのギターは、ほとんどがリチャーズの手にゆだねられることとなる。オールダムは本作におけるジョーンズの働きを手放しで賞賛しているが、それがバンド内での影響力を失ったジョーンズの立場を改善させることはなく、ジョーンズはその後ますます精神的に追い詰められるようになる。
録音は1965年12月7日から10日に実施された後、一度中断し1966年3月6日から9日にかけて、アメリカ合衆国カリフォルニア州ロサンゼルスハリウッドにあるRCAスタジオにて行われた。イギリスではシングル「19回目の神経衰弱」と「黒くぬれ!」の間の4月15日に発売された。収録曲数、収録時間共に、1972年の『メイン・ストリートのならず者』まではストーンズのオリジナル・アルバム中最多であった。ステレオとモノラルの2バージョンで発売されたのはそれまで通りだが、本作よりステレオ版が全曲トゥルー・ステレオとなり、本作以降のストーンズのオリジナル・アルバムの再発盤は全てステレオ収録となっている。イギリス盤のジャケットには白抜きの「AFTERMATH」の文字に紫色の影が加えられた物が初期にごくわずかに発売され、現在はコレクターズアイテムとなっている。ジョーンズはこのアルバムジャケットのデザインを気に入っていなかったという。またライナー・ノーツは、前作まではオールダムが手がけていたが、本作ではエンジニアのデイヴ・ハッセンジャーが担当している。
アメリカで1966年7月2日に発売された『アフターマス』は、1位を獲得したシングル「黒くぬれ!」の代わりに「マザーズ・リトル・ヘルパー」「アウト・オブ・タイム」「テイク・イット・オア・リーヴ・イット」「ホワット・トゥ・ドゥ」をカットした全11曲を収録した。省略された楽曲は、後に『フラワーズ』（1967年）や『モア・ホット・ロックス』（1972年）といったアメリカ向けの編集アルバムに収録された。ジャケットもモノクロだったイギリス盤と異なりカラーで、残像がかかったような加工がなされている（裏ジャケットのデザインはほぼ同一）。日本では裏表ジャケット共に、英国盤とも米国盤とも異なる写真が採用されている。タイトルも「Vol.5 Aftermath」で、さらに「余波」という邦題もつけられていた（収録曲は英国盤に準拠）。
2002年、イギリス及びアメリカ盤がアブコ・レコードによるリマスタリングで、SACDとのハイブリッドCDとしてデジパック仕様で再発された。2016年、デッカ時代のオリジナルアルバムのモノラル版を復刻したボックス・セット『ザ・ローリング・ストーンズ MONO BOX』で、モノラル版が初めてCD化された。

## 評価
イギリスでは8週もの間首位を独占し、「ストーンズの最高傑作」と賞賛を浴びた。アメリカでも2位につける大ヒットとなり、発売から1ヶ月でゴールドディスクを獲得した。ミック・ジャガーは「俺にとってはすごく画期的な作品だね。古いR&Bのカバーばかりやらされる状況から抜け出して、全部自分達で作ったんだから。カバーをやってた頃は正直本領を発揮してる感じがしなかったんだ」と語っている。一方で「スチューピッド・ガール」「アンダー・マイ・サム」「邪魔をするなよ」といった曲が男性至上主義的であるという批判を受けたりした。2002年の「ローリング・ストーンの選ぶオールタイム・グレイテスト・アルバム500」において、108位にランクイン。

## 収録曲
全作詞作曲：ジャガー/リチャーズ

### イギリス盤

#### SIDE A
1. マザーズ・リトル・ヘルパー - Mother's Little Helper 2:45
  - アメリカではアルバムと当日にシングルリリースされ、8位まで上昇[11]。経口避妊薬の中毒に陥る主婦についての曲で、その内容が物議を醸した。
2. ステュピッド・ガール - Stupid Girl 2:55
  - 米国版シングル「黒くぬれ！」のB面に収録。
3. レディ・ジェーン - Lady Jane 3:08
  - シングル「マザーズ・リトル・ヘルパー」のB面曲。
4. アンダー・マイ・サム - Under My Thumb 3:41
5. 邪魔をするなよ - Doncha Bother Me 2:41
6. ゴーイン・ホーム - Goin' Home 11:13
  - ストーンズのオリジナルアルバム収録曲では最も長尺の曲。米国の一部のラジオ局で、歌詞に問題があるとして放送禁止となった。フランスでは曲をAB面に分けてシングルカットしている[12]。

#### SIDE B
1. フライト505 - Flight 505 3:27
2. ハイ・アンド・ドライ - High and Dry 3:08
3. アウト・オブ・タイム - Out of Time 5:37
  - クリス・ファーロウがミック・ジャガーのプロデュースでカバー、全英1位のファーロウ最大のヒット曲となった[13]。ファーロウ・バージョンの伴奏にジャガーのボーカルを乗せたバージョンが1975年の『メタモーフォシス』に収録されている。
4. イッツ・ノット・イージー - It's Not Easy 2:56
5. アイ・アム・ウェイティング - I am Waiting 3:11
6. テイク・イット・オア・リーヴ・イット - Take It or Leave It 2:47
  - 本作がリリースされる前にサーチャーズがカバーし、全英31位にランクインしている[12]。
7. シンク - Think 3:09
8. ホワット・トゥ・ドゥ - What to Do 2:32

### アメリカ盤

#### SIDE A
1. 黒くぬれ! - Paint It, Black 3:45
2. ステュピッド・ガール - Stupid Girl 2:55
3. レディ・ジェーン - Lady Jane 3:08
4. アンダー・マイ・サム - Under My Thumb 3:41
5. 邪魔をするなよ - Doncha Bother Me 2:41
6. シンク - Think 3:09

#### SIDE B
1. フライト505 - Flight 505 3:27
2. ハイ・アンド・ドライ - High And Dry 3:08
3. イッツ・ノット・イージー - It's Not Easy 2:56
4. アイ・アム・ウェイティング - I Am Waiting 3:11
5. ゴーイン・ホーム - Goin' Home 11:13

## 参加ミュージシャン
※楽器担当表記は特記なき限りUK盤
ローリング・ストーンズ
- ミック・ジャガー - リード＆バッキングボーカル、ハーモニカ（#5）、マラカス（#11）
- キース・リチャーズ - ギター、スライドギター（#1）、バッキングボーカル
- ブライアン・ジョーンズ - ギター、スライドギター（#5）、ハーモニカ（#6、#8）、ダルシマー（#3、#11）、マリンバ（#4、#9）、琴（#12）、ベル（#12）、シタール（「黒くぬれ!」）
- ビル・ワイマン - ベース
- チャーリー・ワッツ - ドラムス、パーカッション

ゲストミュージシャン
- イアン・スチュワート - ピアノ（#4、#5、#6、#7、#14）、オルガン（#2、#9、#10）
- ジャック・ニッチェ - ピアノ（#9）、エレクトリックピアノ（#2）、オルガン（#12）、ハープシコード（#3）、パーカッション（#5、#6）